# Litevská sociálnědemokratická strana
Litevská sociálnědemokratická strana (litevsky Lietuvos socialdemokraty partia, LSPD) je středolevicová strana sociálně-demokratického typu působící v Litvě.
Podobně jako další podobně orientované strany prosazuje sociální stát ve spojení se sociálně tržní ekonomikou s důrazem na aktivní roli státu při zlepšování podmínek sociálně nejslabších. V zahraniční politice se LSDP orientuje na spolupráci v rámci NATO a EU. 

## Historie
Strana navazuje na činnost sociální demokracie, jejíž buňky působily na litevském území už od r. 1895,  tedy za carského Ruska. Samotná strana vznikla v roce 1896 a jedná se o nejstarší litevskou politickou stranu. fungování v meziválečném období po vzniku samostatného litevského státu. Její pozice však nebyla příliš silná, protože v silně agrární společnosti nedokázala oslovit více voličů mimo oblasti měst. V roce 1936 však byly za autoritativní vlády Antanase Smetony na základě tzv. spolčovacího zákona zakázána činnost všech politických stran.
K obnovení sociální demokracie došlo až 12. srpna 1989 a oficiálně byla registrovaná o rok později, 19. prosince 1990. Ve své současné podobě existuje od roku 2001, kdy se LSDP spojila s a Litevskou demokratickou stranou práce (LDDP), která patřila k reformnímu křídlu komunistické strany Litvy. Po svém obnovení se účastnila několika vlád, konkrétně v letech 2001-2004, 2004-2008, 2012-2016 a naposledy mezi lety 2016-2017.